# Lispe boninensis
Lispe boninensis är en tvåvingeart som beskrevs av John Otterbein Snyder 1965. Lispe boninensis ingår i släktet Lispe och familjen husflugor. Inga underarter finns listade i Catalogue of Life.